# Новица Неговановић
Новица Неговановић (Адрани код Краљева, 30. новембар 1945 — Крушевац, 9. август 2021) био је српски композитор, свирач и певач народних песама.

## Биографија
Новица Неговановић рођен је 1945. године у Адранима код Краљева. Његов музички таленат долази до изражаја још у петој години живота. Одрастао је у музичкој породици, отац и стриц свирали су хармонику и од тада почиње његово интересовање за овај инструмент. Био је толико талентован да је његов први наступ био већ у првом разреду основне школе. Са стрицем и оцем свирао је на многим весељима.
У то време организована су општинска такмичења на којима је учествовао, и на многима је побеђивао. Певао је и свирао по свим околним местима, а на репертоару је имао велики број песама.
Године 1966, година била је прекретница у животу Новице Неговановића. Та година обележила је његову каријеру. На такмичењу хармоникаша у Соко Бањи два пута осваја прво место, као солиста и као дует хармоника са Драганом Матићем Жилићем. Ту је понео титулу прве хармонике Југославије.
У годинама између 1970. и 1980. Новица Неговановић је био међу најпопуларнијим југословенским хармоникашима неком својом новом оријентацијом која није била ни следовање пута Мије Крњевца, нити подржавање Јовици Петковићу. Његове изврсне интерпретације својих кола (међу којима треба нарочито истаћи „Перицино коло“) деловале су тако свеже и модерно да је за собом повукао велики број младих хармоникаша. Био је на путу да постане хармоникашка велесила, али тада се одрекао солистичке каријере хармоникаша, а више се експонирао као певач и стваралац нових песама.
Десет година Новица је радио као главни музички уредник у Продукцији грамофонских плоча и музичких касета „Југодиск“ у Београду. Од 1989. до 2003. године Новица је живео и радио у Америци. Био је активан члан Српског покрета обнове. У својој дугогодишњој каријери учествовао је на многим фестивалима, турнејама, концертима и хуманитарним концертима, како у земљи, тако и у иностранству.
Умро је у Крушевцу 9. августа 2021. од излива крви у мозак, у 76. години. Поред тога, три године је боловао од рака на грлу и дебелом цреву.

## Стваралаштво
Године 1966, година веома је значајна за Новицу Неговановића. Те године почиње професионално да се бави певањем. Одлази на турнеје по тадашњој Југославији са Лепом Лукић, Душицом Билкић, и многим другим певачима. Исте године, 1966, снима прву плочу са песмом "Ах зашто те пре не сретох“. После изласка те плоче одлази на одслужење војног рока, а одмах по доласку снима и другу сингл плочу "Дај да зора никада не сване" и "Камено срце“. Песме постају хитови Новица и даље иде на турнеје, које трају и месецима. Свирао је највише са својим братом Предрагом Неговановићем, са којим је и водио оркестар.
Највећи хитови Новице Неговановића настали су у периоду од 1970. до 1980. године. Тада су и настале песме "Зар сам странац у свом крају", "Воденичар на Морави", "Све бледи, све нестаје", "Почећемо све изнова", "Зна једино једна жена", "Љубоморо, љубоморо", "Ти анђео а ја ђаво", "Кад кроз село прођем", "Прође лето тридесето", "Ко године броји, старости се боји", "Не враћам се у туђину клету", "Кад уморан будем пао", "Имам очи непослушне", "Једна река у мом крају" и многи, многи други. Снимио је и доста кола од којих је најпознатије "Перицино коло“. Велики хитови су и песме "Село моје крај Мораве", "Брзо живим", "Воденичар на Морави", "Тече река тече Гружа", "Ако те потражим“. 
Године 1976. на фестивалу "Београдски сабор" освојио је прво место песмом "Не враћам се у туђину клету“. Исте године проглашен је и за певача године. Имао је и два наступа 1976. и 2003. године у опери у Аустралији са Бором Дугићем.
Новица Неговановић је компоновао и велики број песама за своје колеге: "Јаничар" за Цунета Гојковића, "Ко се једном напије воде са Баш чаршије" за Сафета Исовића, за Недељка Билкића, Душицу Билкић, Лепу Лукић, Бору Спужића Кваку, Тому Здравковића, Гордану Стојићевић, Аземину Грбић, Мухарема Сербезовског, Спасоја Дукића, Зорицу Брунцлик, Снежану Бабић Снеки и још многе друге. Сарађивао је са многим текстописцима, Руждијом Крупом, Добрицом Ерићем, Сафетом Кафеџићем, Радомиром Васиљевићем и многим другим текстописцима, а и сам је писао песме.

## Приватни живот
Новица сe вратио да живи у свом родном месту Адрани код Краљева. Своју љубав и умеће на хармоници преносио је на младе таленте и борио се за очување наше народне музике. Музика је део традиције породице Неговановић. Отац и стриц су свирали хармонике, Новица и брат Предраг такође, као и Новичин син Драган. Ћерка Мирјана се бави певањем, а најмлађи Новичин син Новица је такође музички надарен.

## Фестивали
- 1967. Соко Бања - Прва хармоника Југославије
- 1975. Југословенски фестивал Париз - Кад кроз село прођем
- 1976. Београдски сабор - Не враћам се више у туђину клету, победничка песма
- 1976. Хит парада - Исто нам се пише
- 1977. Хит лета - Не губимо време више
- 1978. Хит парада - Освајам те на тенане
- 1978. Парада хитова - Јеси лепа, ал' си туђа
- 1983. Илиџа - Од Сарајева до Добоја
- 2008. Фестивал народне музике, Златибор - Песма Мирјани
- 2010. Врњачка Бања - Тече река, тече Гружа
- 2010. Моравски бисери - Музика је живот мој
- 2010. Моравски бисери - Вратићу се једног дана (Гост ревијалног дела фестивала)
- 2014. Лира, Београд - Кад уморан будем пао (Гост ревијалног дела фестивала)
- 2018. Фестивал "Драгиша Недовић", Крагујевац - Косио сам сено
- 2020. Сабор народне музике Србије, Београд - Гост осме такмичарске вечери фестивала и добитник Награде националног естрадно - музичког уметника Србије

## Стваралаштво
- Лепа Лукић: Кћери моја, Сећаш ли се нашег малог места
- Предраг Гојковић Цуне: Јаничар[5]
- Аземина Грбић: Хладни вјетре путуј даље, Удри Мујо шаргију
- Гвозден Радичевић: Проживи свој живот
- Бора Дрљача: Ноћима је сањам
- Браћа Бајић: Еј, пријо, како ћемо
- Сафет Исовић: Ја сам човјек од мерака, Ко се једном напије воде са Баш-чаршије
- Радиша Урошевић: Доћи ћу ти незван у сватове
- Мухарем Сербезовски: Издајицо срца мог
- Гордана Стојићевић: Ја не могу без њега
- Зоран Калезић: Дођи, сине, па се жени
- Новица Неговановић: Имам очи непослушне, Јеси лепа, ал' си туђа, Ко године броји, старости се боји , Освајам те натенане, Почет ћемо све изнова, Прође лето тридесето, Сваки дан без тебе мени значи мало (Једна река у мом крају)